# Roland Leitinger
Roland Leitinger est un skieur alpin autrichien, né le 13 mai 1991.

## Biographie
Il court dans des compétitions de la FIS à partir de la saison 2006-2007.
Il participe à sa première épreuve de Coupe du monde en février 2011 à Hinterstoder. Il marque ses premiers points en décembre 2014 au slalom géant d'Åre où il est 21e. Il obtient aussi cinq podiums en Coupe d'Europe cet hiver qu'il l'amène à la troisième place au classement général de la compétition et à la première du slalom géant.
En décembre 2012, il est victime d'une rupture des ligaments croisés au genou gauche.
En fin d'année 2015, il obtient ses premiers top 10 en Coupe du monde, arrivant notamment sixième du slalom géant de Sölden.
Il remporte la médaille d’argent en géant lors des mondiaux 2017 à Saint-Moritz.

## Palmarès

### Championnats du monde
| Édition / Épreuve          | Descente | Super G | Slalom géant | Slalom | Combiné |
| Mondiaux 2017 Saint-Moritz | —        | —       | Argent       | —      | —       |
| Mondiaux 2019 Åre          | —        | —       | Abandon      | —      | —       |

### Coupe du monde
- Meilleur classement général : 63e en 2017.
- 2 podiums.

#### Classements
| Saison | Général | Slalom | Slalom géant | Super G | Descente | Combiné |
| ------ | ------- | ------ | ------------ | ------- | -------- | ------- |
| 2015   | 134e    | —      | 42e          | —       | —        | —       |
| 2016   | 69e     | —      | 24e          | —       | —        | —       |
| 2017   | 63e     | —      | 19e          | —       | —        | —       |
| 2018   | 91e     | —      | 29e          | —       | —        | —       |
| 2019   | 122e    | —      | 41e          | —       | —        | —       |

### Championnats d'Autriche
- Champion du slalom géant en 2019.